# Hephaestion ocreatum
Hephaestion ocreatum är en skalbaggsart som beskrevs av Newman 1840. Hephaestion ocreatum ingår i släktet Hephaestion och familjen långhorningar. Inga underarter finns listade i Catalogue of Life.